# 甘河子镇 (阜康市)
甘河子镇，是中华人民共和国新疆维吾尔自治区昌吉回族自治州阜康市下辖的一个乡镇级行政单位。

## 行政区划
甘河子镇下辖以下地区：
振兴路社区居委员、光明路社区居委员和天龙社区。